# Charreteras (sello)
Charreteras (en francés: Épaulettes, en neerlandés: Epauletten) es el nombre coloquial de la primera serie de sellos emitidos por Bélgica. Los sellos, que representaban al rey Leopoldo I y sus prominentes charreteras de las cuales deriva el nombre de la estampilla, se hicieron legalmente utilizables el 1 de julio de 1849. Fueron introducidos como resultado de una serie de reformas al sistema postal en Bélgica, basadas en el éxito de reformas británicas análogas realizadas en 1840. Se emitieron simultáneamente dos denominaciones con el mismo diseño: una marrón de 10 céntimos y una azul de 20 céntimos. Los sellos permitieron que los costos postales fueran pagados por adelantado por el remitente, en lugar del receptor, lo cual condujo a un fuerte incremento en el volumen de correo. Aunque fue rápidamente reemplazado por nuevos diseños, las charreteras demostraron ser extremadamente influyentes y desde entonces han inspirado a varias series de estampillas conmemorativas.

## Historia
El gobierno belga, inspirado en el ejemplo del sistema postal británico, el cual emitió su primer sello en 1840 (el Penny Black), impulsó la inauguración de un equivalente local. Según el sistema entonces existente, los gastos de envío eran pagados por el receptor en lugar del remitente, lo que desanimaba a las personas tanto a recibir como a enviar cartas. La idea de los sellos postales, que permitiría al remitente pagar por adelantado, fue sancionada oficialmente por Leopoldo I en la Loi apportant des modifications au régime des postes ("Ley para enmendar el sistema postal") del 24 de diciembre de 1847, mientras que el radical liberal y futuro primer ministro, Walthère Frère-Orban, se desempeñaba como Ministro de Obras Públicas. El debate sobre la reforma postal en Bélgica se produjo al mismo tiempo que la reforma postal generalizada, influenciada por el ejemplo británico, en Francia, Baviera y otros lugares.

## Los sellos
El 1 de julio de 1849, se lanzaron los primeros sellos postales, producidos en dos denominaciones con el mismo diseño. El primero, un sello marrón de 10 céntimos, podría usarse para enviar una carta hasta una distancia de 30 kilómetros; los 20 céntimos azules podrían usarse en todos los demás correos nacionales ordinarios. El diseño exitoso fue solo una de una variedad de opciones producidas por Jacob Wiener.
Los sellos fueron descritos oficialmente por un Avis ministériel ("Aviso Ministerial") de 1849 como cada uno de ellos un "pequeño grabado que representa el retrato del Rey, con indicación de su valor... serán impresos en un papel cuyo el reverso está recubierto con una fina capa de pegamento ".
Los sellos de Epaulettes representaban a Leopold I con uniforme militar, con charreteras muy visibles, y se imprimieron utilizando el método de huecograbado. Se inscribieron " POSTES " ("franqueo") en la parte superior, junto con el valor del sello en números. En la parte inferior estaba el valor nominal de los sellos en texto en francés. No se produjo una versión en idioma neerlandés. Al igual que los primeros sellos británicos, no llevaba el nombre de su país de origen, ya que estaban destinados para su uso solo dentro de Bélgica. El sello fue diseñado por Charles Baugniet, basado en el retrato oficial del Rey pintado por el artista Liévin De Winne. Su composición fue de Jacob Wiener y el grabador John Henry Robinson. No estaba perforado y, en cambio, se cortó a mano de láminas de 10x10.
El sello llevaba los dos cruzados "L" s monograma de Leopold I como marca de agua. Para adjuntarlo a un sobre, el sello, que ya contenía chicle, tenía que humedecerse antes de la aplicación. Se produjeron alrededor de 5,250,000 ejemplos de cada denominación.
Los filatelistas distinguen varias variaciones menores entre las series. Para los 10 céntimos, existen algunas ligeras variaciones de color, descritas como gris-marrón (brun-gris) y marrón rojizo (brun-roux). En los 20 céntimos, se han observado variaciones en azul oscuro (bleu-foncé) y azul lechoso (bleu-laiteux). De todas las variaciones de color, los ejemplos de color marrón rojizo que tienen la prima más alta entre los coleccionistas. También se conocen algunos sellos de doble impresión (error).

## Operación
Los sellos se vendieron en las oficinas de correos de todo el país, pero algunos también se emitieron a carteros para su venta. Las ventas comenzaron el 25 de junio de 1849, sin embargo, su uso solo se legalizó el 1 de julio. Debido a la falta de una infraestructura de buzones, particularmente en las zonas rurales, las cartas se podían entregar directamente al cartero en persona en lugar de entregarse en las oficinas de correos para su envío.
Para su uso, los sellos se cancelaron con un pesado sello circular de tinta negra. Las cancelaciones, como su equivalente británico, tenían un número en el centro (entre uno y 135) que era diferente para cada oficina de correos en todo el país.

## Efectos y legado
La introducción del sello postal, junto con la entrega diaria, permitió un gran aumento en el volumen de correo transportado. Para 1849, se transportaban entre diez y quince millones de cartas cada año. La creación de los sellos también condujo a una expansión estructural del sistema de franqueo nacional, que en 1830 contaba con solo 123 oficinas de correos y 240 carteros.
El éxito de la serie inicial de Epaulettes inspiró la introducción de tres nuevas variedades con diferentes diseños y denominaciones en octubre de 1849. Estos nuevos tipos reemplazaron el diseño de epaulettes con el llamado tipo "Medallón" (Médaillon), con el retrato de Leopold I dentro de una ventana circular de medallón. En el mismo número, se produjo una nueva denominación de cuarenta céntimos en rojo para el correo extranjero. Se rumoreaba en ese momento que Leopold no me gustó el diseño en ese momento, y creía que las charreteras le daban un aspecto infantil. Las charreteras fueron reemplazadas oficialmente en 1859, pero permanecieron legalmente válidas hasta el 1 de julio de 1866 cuando, tras la muerte de Leopoldo I, todos los sellos que llevaban su efigie fueron desmonetizados.
Una reimpresión casi idéntica se realizó en 1866 en papel verjurado que se distingue por dimensiones ligeramente diferentes. Otras reimpresiones datan de 1895. Las charreteras también han sido posteriormente objeto de varios sellos conmemorativos. Las charreteras aparecieron como parte del diseño de sellos emitidos por Bélgica en 1925 y 1972. Para su 100.º y 150.º aniversario, en 1949 y 1999, el servicio postal belga publicó series conmemorativas. 